# Andraž Hauptman
Andraž Hauptman, slovenski dirigent, zborovodja, korepetitor, pianist in pevec resne glasbe (solist), * 27. julij 1968, Kranj.
Po končani Srednji glasbeni in baletni šoli v Ljubljani (smer klavir, flavta, solopetje in splošna smer) je diplomiral kot dirigent in pianist na ljubljanski Akademiji za glasbo. Že v času študija je prevzel vodstvo Primorskega akademskega zbora Vinko Vodopivec in bil korepetitor in solist Akademskega pevskega zbora Tone Tomšič. 
S Komornim zborom Ave, ki ga je ustanovil že leta 1984, dosega odmevne uspehe na mednarodnih festivalih in uglednih zborovskih tekmovanjih, kot so Maribor (1990, 1992, 1993, 1994, 1996), Gorica (1992, 1996), Tours (Francija, 1993, 1997), Maasmechelen (1993), Tolosa (1994), Johannesburg (1995), Atene (1996), Montreux (1998), Rodos (1999), Marktoberdorf (1999), Mendoza (2000), Talin (2001), Dunaj (2004). Za svoje umetniško delo s Komornim zborom Ave je poleg številnih priznanj festivalov in tekmovanj prejel Plaketo mesta Ljubljane, leta 2005 pa tudi Gallusovo plaketo, najvišje priznanje Javnega sklada za kulturne dejavnosti Republike Slovenije.
Kot predavatelj sodeluje na zborovodskih seminarjih po Sloveniji in tujini, za člana strokovnih žirij je vabljen na državna in mednarodna zborovska tekmovanja. Kot strokovni sodelavec je zaposlen na Akademiji za glasbo v Ljubljani.
V letih med 2016 in 2024 je najprej kot gost, pozneje pa kot stalni dirigent vodil Komorni zbor Orfej iz Ljutomera, s katerim je dvakrat (leta 2016 in 2022) osvojil zlato plaketo na državnem tekmovanju Naša pesem v Mariboru. Pod njegovim vodstvom je Orfej leta 2019 prejel tudi nagrado publike in tretje mesto na tekmovanju Internationaler Chorwettbewerb v avstrijskem Špitalu.